# مجموعة تيكوم
تدير مجموعة تيكوم ، المعروفة سابقًا باسم تيكوم للاستثمارات ، 11 مجتمعًا يركز على القطاعات في دبي. إنها وحدة من أدوات الاستثمار السيادي وهي دبي القابضة 
تعمل المجموعة مع حكومة دبي في استراتيجياتها وخططها الجديدة:
- حي دبي للتصميم (d3)، عضو في المجموعة، هو الموقع الرسمي للتطوير لمبادرات مدينة دبي الذكية.[7]
- تستضيف مدينة دبي الصناعية (المعروفة سابقًا باسم مجمع دبي الصناعي)، عضوًا في المجموعة «مجمع حلال» بالتعاون مع مركز تطوير الاقتصاد الإسلامي في دبي، وهيئة الإمارات للمواصفات والمقاييس، وبلدية دبي.[8][9]
- تعمل المجموعة مع هيئة كهرباء ومياه دبي (ديوا) لتوفير البنية التحتية لشحن المركبات الكهربائية والعدادات والشبكات الذكية.[10]
- ستستضيف مدينة دبي الصناعية المركز الدولي للطباعة ثلاثية الأبعاد.[11]
- ساعدت مدينة دبي الصناعية في تطوير إستراتيجية دبي الصناعية.[12]

أطلقت المجموعة إستراتيجية ابتكار بقيمة 4.5 مليار درهم إماراتي لإنشاء بنية تحتية ودفع ريادة الأعمال. . ويشمل ذلك تطوير مجمعات ابتكارية، ومساحات إبداعية، ومختبرات تقنية، ومباني ذكية، وإطلاق حاضنات أعمال جديدة، وإنشاء صندوق مبتدئ لتحفيز الابتكار. كجزء من هذا، أطلقت المجموعة منصة جديدة للشركات الإعلامية الناشئة ورواد الأعمال، in5 ميديا. استثمرت المجموعة لأول مرة في مراكز الاحتضان والابتكار في عام 2013، مع in5 في مدينة دبي للإنترنت، والتي عملت منذ ذلك الحين مع أكثر من 20000 شخص في الهاكاثون والمسابقات والفعاليات المجتمعية.
قامت تيكوم بدمج اثنين من مشاريعها، مجمع دبي للتقنيات الحيوية والأبحاث، ومجمع الطاقة والبيئة، في عام 2015، في مجمع دبي للعلوم.
تم الإعلان عن هويات علامات تجارية جديدة في عامي 2015 و 2016 لبعض مجتمعاتها:
- تم تغيير اسم منطقة دبي للتعهيد إلى مدينة دبي للتعهيد.[19]
- تم تغيير اسم المنطقة العالمية للإنتاج الإعلامي إلى مدينة دبي للإنتاج.[20]
- تم تغيير اسم قرية دبي للمعرفة إلى مجمع دبي للمعرفة.

كما تدير تيكوم مدينة دبي للإنترنت ومدينة دبي للإعلام ومدينة دبي للاستوديوهات ومدينة دبي الأكاديمية العالمية.
تعد منطقة دبي للتصميم (D3) أيضًا جزءًا من محفظة التطويرات الخاصة بالمجموعة، وتقع بالقرب من منطقة الخليج التجاري. منطقة أبراج الإمارات هي أحدث إضافة إلى مجموعة مجتمعات الأعمال للمجموعة.
في فبراير 2018، تولى مالك آل مالك منصب رئيس مجلس الإدارة لمجموعة تيكوم، وعبدالله بالهول منصب الرئيس التنفيذي خلفًا للدكتورة أمينة الرستماني 